# Shannon Parry
Shannon Parry (Brisbane, 27 de outubro de 1989) é uma ruguebolista de sevens australiana, campeã olímpica.

## Carreira
Parry integrou o elenco da Seleção Australiana Feminina de Rugby Sevens medalha de ouro nos Jogos Olímpicos Rio 2016, ela fez sete tries.